# 15 février 1839
Pour les articles homonymes, voir Quinze-Février.
Pour plus de détails, voir Fiche technique et Distribution.
15 février 1839 est un film québécois réalisé par Pierre Falardeau, sorti en 2001.

## Synopsis
Ce film relate les 24 dernières heures de deux patriotes canadiens condamnés à la pendaison, à la suite de la rébellion des Patriotes en 1837 et en 1838. Parmi ceux-ci figure François-Marie-Thomas Chevalier de Lorimier, un héros canadien-français. 
Depuis l'annonce de la peine de mort jusqu'à l'exécution, on partage les dernières heures des condamnés enfermés avec une trentaine de compatriotes accusés (il en fut capturé officiellement 851, dispersés dans plusieurs prisons). Ils relatent les raisons pour lesquelles ils ont appuyé la rébellion et également pourquoi ils appuient toujours la cause et qu'ils sont toujours prêts à mourir pour celle-ci.

## Fiche technique

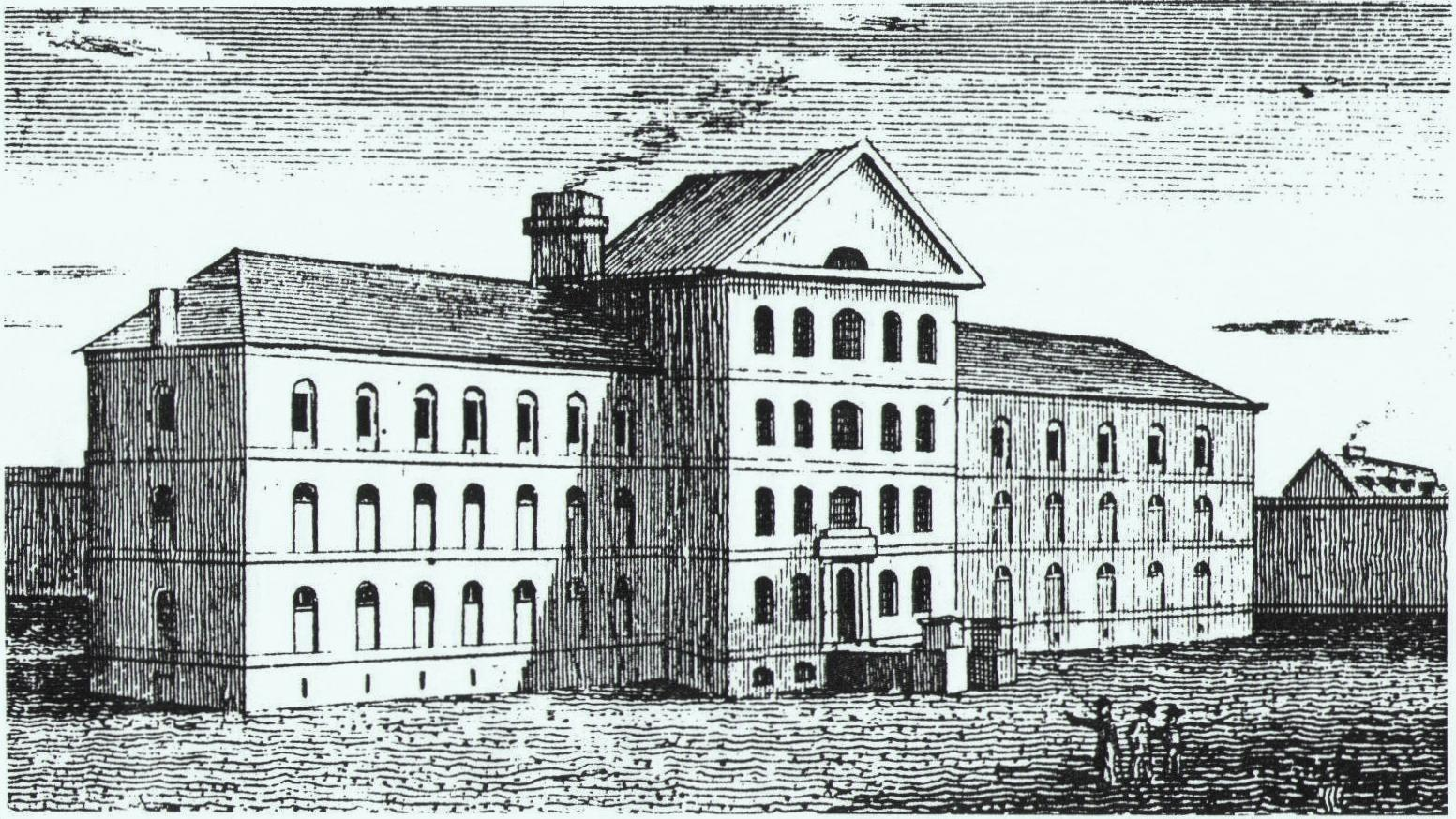
Vue de la prison du Pied-du-Courant en 1839. Dessin de J. Duncan.

- Titre : 15 février 1839
- Réalisation : Pierre Falardeau
- Genre : Film d'auteur, Film historique
- Durée : 120 minutes
- Pays : Canada (Québec)
- Film québécois
- Date de sortie : 26 janvier 2001

## Distribution
- Luc Picard : François-Marie-Thomas Chevalier de Lorimier
- Julien Poulin : Curé Marier
- Sylvie Drapeau : Henriette de Lorimier
- Frédéric Gilles : Charles Hindenlang
- Sébastien Ricard : Amable Daunais
- Martin Dubreuil : François-Xavier Prieur
- Michel Lajoie : François-Stanislas Nicolas
- Jean Falardeau : Pierre-Rémi Narbonne
- Roch Castonguay : Jean Yelle
- Luc Proulx : Simon Payeur
- Bobby Beshro : Conducteur de la carriole
- Stéphane Jacques : Jean-Baptiste Laberge
- Benoît Dagenais : Alphonse Lécuyer
- Anne-Marie Provencher : Cousine de De Lorimier
- Jerry Snell : Lewis Harkin
- Jean Guy : Joe Dumouchel
- Denis Trudel : Jacques Yelle
- Yvon Barrette : Osias Primeau
- Mario Bard : Jean-Baptiste-Henri Brien
- Pierre Rivard : Guillaume Levesque
- Mario Bard : Jean-Baptiste-Henri Brien
- Jean-François Blanchard : Jean-Joseph Girouard

## Récompenses et distinctions
Des artisans du film ont obtenu plusieurs Prix Jutra en 2002: 
- Luc Picard a remporté le prix Jutra du meilleur acteur,
- Sylvie Drapeau a obtenu le prix Jutra de la meilleure actrice de soutien,
- Jean-Baptiste Tard a obtenu le prix Jutra de la meilleure direction artistique,
- Mathieu Beaudin, Serge Beauchemin, Hans-Peter Strobl et Louis Gignac ont gagné le prix Jutra du meilleur son.

## Autour du film
Le financement du film a d’abord été bloqué par les pouvoirs publics. Un comité de soutien a organisé une souscription pour assurer une part du financement. Des spectacles bénéfice, des quêtes, une campagne de souscription et la vente d’objets ont permis d’amasser une partie du budget[réf. nécessaire].